# Мулемба
Мулемба или Мулеба (суахили и англ. Muleba) — небольшой город и община (ward / shehia) на северо-западе Танзании, на территории области Кагера. Административный центр одноимённого округа.

## Географическое положение
Город находится в восточной части области, к востоку от реки Нгоно (приток реки Кагера), западнее озера Виктория, на высоте 1245 метров над уровнем моря.
Мулемба расположена на расстоянии приблизительно 54 километров к юго-юго-западу (SSW) от города Букоба, административного центра провинции и на расстоянии приблизительно 1000 километров к северо-западу от столицы страны Дар-эс-Салама.

## Население
По данным официальной переписи 2012 года численность населения Илагалы составляла 18 464 человека, из которых мужчины составляли 49,1 %, женщины — соответственно 50,9 %.

## Транспорт
Ближайший аэропорт находится в городе Букоба.